# La-Trel
La-Trel ist ein abstraktes und strategisches Brettspiel für zwei Personen aus dem Jahr 1994 von Richard K. Morgan, das bei ASS Altenburger erschienen ist. Es ist eine Schachvariante, bei der mit einem anderen Figurensatz sowie mit an das Damespiel angelehnten Schlagregeln gespielt wird.

## Thema und Ausstattung
Wie beim Schach spielt jeder Spieler mit sechzehn Figuren. Um das Spiel zu gewinnen, versuchen beide Spieler, die gegnerischen Figuren vollständig zu schlagen oder festzusetzen.
Das Spielbrett besteht aus einem typischen Schachbrett mit acht mal acht schwarzen und weißen Feldern. Der Figurensatz besteht aus je 16 Figuren in Blau und Rot. Jeder Spieler besitzt dabei acht Verteidiger sowie je zwei Tridenten, zwei Rondo und vier Quadru. Für die Master- oder Turnierversion bekommt jeder Spieler zudem zwei Blocker, die gegen zwei Verteidiger ausgetauscht werden.

## Spielweise

### Standardversion
In der Grundaufstellung werden, ähnlich wie bei Schach, die Figuren auf die jeweils hinteren beiden Reihen des Spielbretts verteilt: Dabei kommen auf der hintersten Reihe je zwei Quadru auf die beiden äußeren Felder, daneben je ein Trident und in die Mitte die beiden Rondo. Davor stellen die Spieler eine Reihe aus den acht Verteidigern.
Die beiden Spieler machen jeweils abwechselnd je einen Zug mit einer Figur, der Startspieler wird ausgelost und bekommt die blauen Figuren. Die Figuren werden jeweils entsprechend der Zugmöglichkeiten der Figuren gezogen:
| Typ         | Zug |
| ----------- | --- |
| Verteidiger | Die Figur darf je ein Feld waagerecht oder senkrecht ziehen. Sie darf keine andere Figur auf dem Spielbrett schlagen. |
| Quadru      | Die Figur darf beliebig viele Felder waagerecht oder senkrecht ziehen.                                                |
| Trident     | Die Figur darf beliebig viele Felder diagonal in alle Richtungen ziehen.                                              |
| Rondo       | Die Figur darf beliebig viele Felder waagerecht, senkrecht und diagonal in alle Richtungen ziehen.                    |

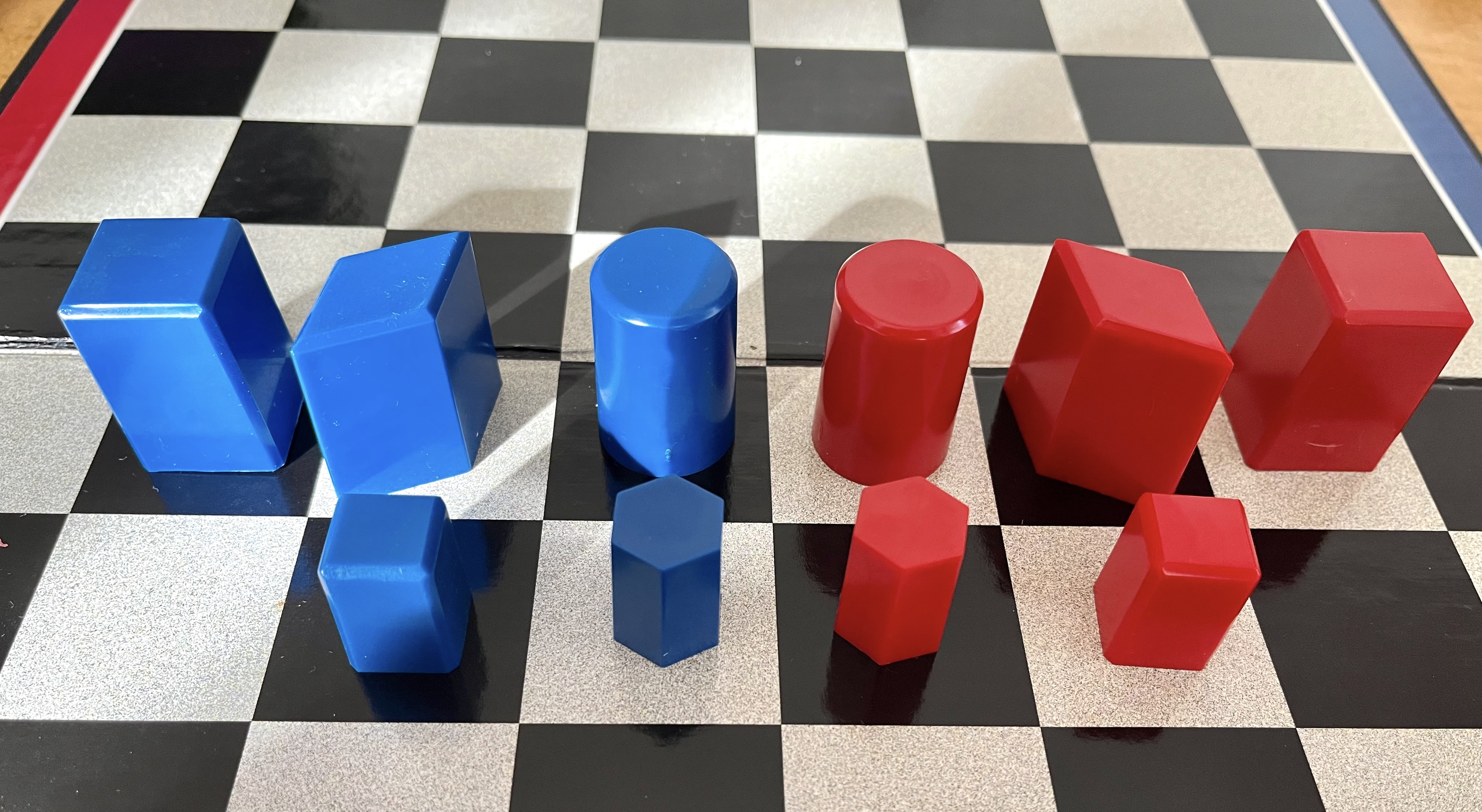
Die Figuren von La-Trel: Quadru, Trident, Rondo, Verteidiger und Blocker (für die Master-Variante)

Ein Spieler darf mit seiner Figur nicht über eine andere eigene Figur ziehen. Beim Ziehen gilt grundsätzlich die Berührt-geführt-Regel: Eine einmal berührte Figur muss in dem Zug geführt werden, wenn dies möglich ist. Zudem darf eine Figur nicht mehr als zweimal in Folge auf die gleiche Position gezogen werden, wodurch ständiges Hin- und Herziehen verhindert wird. Gelingt es einem Spieler, einen Verteidiger auf die gegnerische Grundlinie zu ziehen, darf er diesen gegen eine beliebige vom Gegner bereits geschlagene Figur austauschen.
Geschlagen wird in dem Spiel anders als bei Schach nach Regeln, die dem Damespiel entlehnt sind. Dafür muss ein Spieler bei einem regulären Zug die zu schlagende Figur überspringen, wobei das Feld hinter der Figur und auch die Felder zwischen den Figuren frei sein müssen. Ein Schlagzwang besteht nicht. Über einen Kettensprung können auch mehrere Figuren hintereinander geschlagen werden, wenn dafür die Voraussetzungen erfüllt sind; dabei darf ein Spieler jeweils nach dem Schlagen einer Figur die Richtung seines Zuges ändern und den Kettensprung fortsetzen. Geschlagene Figuren werden sofort vom Brett genommen. Figuren in Eckfeldern werden dagegen durch das direkte Ziehen einer Figur auf das Eckfeld geschlagen, auch dies kann in einem Kettensprung passieren.
Das Spiel endet, wenn es einem Spieler gelungen ist, alle Angreifer (Quadru, Tridenten und Rondo) des Gegners zu schlagen oder bis auf drei Angreifer zu reduzieren und diese an weiteren Zügen zu hindern. Ein Spiel endet unentschieden (Remis), wenn ein Spieler bei mehr als drei Angreifern bewegungsunfähig ist.

### Masterversion

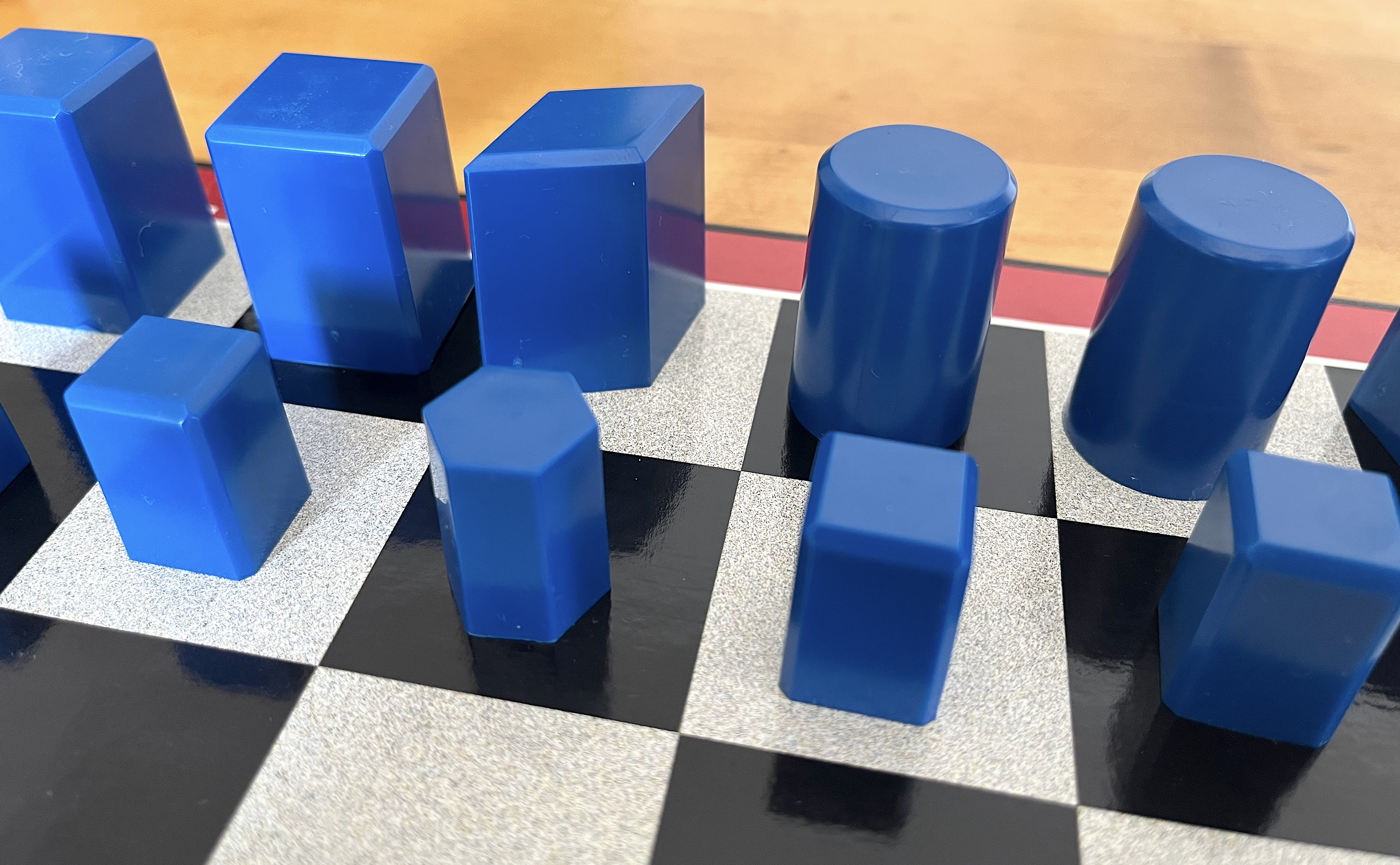
La-Trel Mastervariante; in der Startaufstellung werden zwei Verteidiger (vierseitig) durch Blocker (sechsseitig) ersetzt.

In der Master- bzw. Turnierversion werden zwei Verteidiger durch Blocker ersetzt. Diese können sich bis zu drei Felder in jeder beliebigen Kombination diagonal und senkrecht, nicht jedoch waagerecht bewegen. Die Blocker können wie die Verteidiger nicht schlagen, jedoch auch nicht geschlagen werden. Zudem gibt es in der Masterversion keine Kettensprünge (es darf immer nur eine Figur pro Zug geschlagen werden) und die Eckpositionen können nicht geschlagen werden.
Das Spiel in der Masterversion endet, wenn es einem Spieler gelungen ist, alle Angreifer des Gegners zu schlagen oder bis auf einen Angreifer zu reduzieren und diesen an weiteren Zügen zu hindern. Ein Spiel endet unentschieden (Remis), wenn ein Spieler bei mehr als einem Angreifer bewegungsunfähig ist.

## Entwicklung und Rezeption
Das Spiel La-Trel wurde von Richard K. Morgan entwickelt und erschien 1994 bei dem Verlag Millennium 2 Games Limited auf Englisch sowie im gleichen Jahr bei den Altenburger und Stralsunder Spielkarten-Fabriken (ASS) auf Deutsch. Es wurde im gleichen Jahr von der Jury des Spiels des Jahres auf die Auswahlliste genommen, woraufhin ASS eine neue Auflage sowie 1997 eine Holz- und eine Metallversion des Spiels veröffentlichte.
Der Spielekritiker Harald Schrapers „stellt sich die Frage, ob [es] für ein bemerkenswertes Spiel reicht“, und bewertete es als „doch etwas zu spröde“. Wieland Herold bezeichnete es 1995 als „doch etwas trocken“, das für Freunde abstrakter strategischer Spiele „etwas Abwechslung für Schach- und Dame-Spieler“ bringt, gleichzeitig schrieb er: „Puristen werden es ablehnen“ und stellte die Frage, ob von dem Spiel mit dem Untertitel „Das spielerische Denkduell des 21. Jahrhunderts“ im Jahr 2001 überhaupt noch jemand sprechen wird. Bei der Einstellung der zeitgenössischen Rezension in seinen Blog „Mit 80 Spielen durch das Jahr“ im Jahr 2020 schrieb er, dass seine „Skepsis, dass von dem ‚spielerischen Denkduell des 21. Jahrhunderts‘ 2001 niemand mehr sprechen könnte, […] angebracht“ war, da der Verlag seine Produktion bereits 1997 ohne Neuauflage einstellte.

## Belege
1. 1 2 3 4 5 6 7 8 9  Spielanleitung La-Trel, ASS 1995
2. ↑  Versionen von La-Trel in der Spieledatenbank BoardGameGeek (englisch); abgerufen am 31. Oktober 2022.
3. ↑  La-Trel auf der Website des Spiel des Jahres e.V.; abgerufen am 31. Oktober 2022.
4. ↑  Harald Schrapers: La-Trel, Das spielerische Denkduell des 21. Jahrhunderts auf gamesweplay.de; abgerufen am 31. Oktober 2022.
5. 1 2  Wieland Herold: La-Trel auf dem Blog mit80.de, 15. September 2020 (ursprünglich erschienen 1995 unter www.spiel-und-autor.de); abgerufen am 31. Oktober 2022.